# Shahid Afridi
Pour les articles homonymes, voir Afridi.
Sahibzada Mohammad, Shahid Khan Afridi, dit Shahid Afridi, est un joueur de cricket international pakistanais né le 1er mars 1980 dans l'agence de Khyber (Régions tribales). Il débute avec l'équipe du Pakistan en 1996 en One-day International (ODI) puis dispute en 1998 son premier test-match.
Cet all-rounder établit à l'âge de seize ans le record du century le plus rapide de l'histoire en ODI (un record battu depuis). Populairement surnommé « Boom Boom » Afridi, il est d'ailleurs un batteur très agressif. En tant que lanceur, Shahid Afridi est principalement un leg spinner. Il est l'un des principaux acteurs de la victoire du Pakistan lors de l'édition 2009 du championnat du monde de Twenty20.

## Biographie
Shahid Afridi naît le 1er mars 1980 dans l'agence de Khyber, dans les Régions tribales du Pakistan. Il est élevé à Karachi, où il apprend à jouer au cricket. En 1996, alors qu'il est en tournée dans les Indes occidentales avec l'équipe du Pakistan des moins de 19 ans, il est appelé pour remplacer dans l'équipe du Pakistan le leg spinner Mushtaq Ahmed, blessé, pour participer à un tournoi disputé au Kenya. Il fait ses débuts en One-day International contre l'équipe locale à Nairobi le 2 novembre. Deux jours plus tard, alors qu'il n'a pas batté lors de cette première sélection, il est promu troisième batteur de la manche contre le Sri Lanka. Il marque un century en seulement trente-sept balles, faisant mieux que le record du monde, 48 balles, établi par Sanath Jayasuriya quelques mois plus tôt. Il a alors 16 ans et 217 jours : un autre record pour un joueur marquant un century en ODI.
Actuellement, il habite au Pakistan avec son épouse Nadia Afridi et ses cinq filles- Aqsa, Ansha, Ajwa, Asmara et Arwa.

## Bilan sportif

### Principales équipes
|                    | Test                  | ODI                   | Twenty20    |
| ------------------ | --------------------- | --------------------- | ----------- |
| Pakistan           | 1998 -                | 1996 -                | 2006 -      |
| Asie               | -                     | 2005                  | -           |
| ICC World XI       | -                     | 2005                  | -           |
|                    | First-class           | List A                | Twenty20    |
| Karachi Whites     | 1995-1996 - 2001-2002 | 1995-1996 - 2000-2001 |             |
| Karachi Blues      |                       | 1996-1997             |             |
| Habib Bank Limited | 1997-1998 -           | 1997-1998 -           |             |
| Karachi            | 1997-1998 - 2003-2004 | 1998-1999 - 2003-2004 |             |
| MCC                | 2001                  | -                     | -           |
| Leicestershire     | 2001                  | 2001                  |             |
| Derbyshire         | 2003                  | 2003                  |             |
| Griqualand Ouest   | 2003-2004             | 2003-2004             |             |
| Kent               |                       | 2004                  | 2004        |
| Karachi Dolphins   |                       |                       | 2004-2005 - |
| Irlande            |                       | 2006                  |             |
| Sind               | 2007-2008 -           |                       |             |
| Deccan Chargers    | -                     | -                     | 2008        |
| Sind Dolphins      |                       |                       | 2008-2009 - |

### Statistiques
Au niveau international, Shahid Afridi détient ou a détenu plusieurs records en One-day International :
- Century le plus rapide de l'histoire en termes de balles jouées : atteint en 37 balles (contre le Sri Lanka le 4 octobre 1996)[4], battu depuis par Corey Anderson puis A. B. de Villiers.
- Plus jeune joueur à avoir marqué un century (à l'âge de 16 ans et 217 jours, lors du même match)[5].